# Crysis Warhead
A Crysis Warhead egy sci-fi belső nézetű számítógépes lövöldözős játék, amelyet a Crytek Budapest fejlesztett ki. A Crysis Warhead egy teljesen különálló kiegészítő, és a Crysis-tól függetlenül telepíthető.
A játékban Michael Sykes őrmester („Pszichó”) bőrébe bújhatunk, akit a Crysis-ból már jól ismerhetünk, mint Nomád társát. A Crysis-al ellentétben ez a játék Windows XP alatt is képes "Very High" grafikán futni.
|  | Alább a cselekmény részletei következnek! |

## Játékmenet
A Crysis Warhead-ben rengeteg frissítés található, amelyet kijavítottak az előző játék során. A történet alatt Michael Sykes („Pszichó”) kalandjait kísérhetjük végig ugyanazon a trópusi szigeten, az eredeti játékkal párhuzamosan. A játék teljesen új, testreszabható fegyvereket, járműveket és ellenségeket, valamint új multiplayer lehetőségeket tartalmaz. A játékban egyúttal továbbfejlesztett és jobban optimalizált a CryEngine 2 motor.

## Fejezetek
- Call me Ishmael: A lezuhant VTOL-ból kijutva kell haladnunk a sziget belseje felé, és ki kell iktatnunk a KNH bázisát a parti nyaralóknál.
- Shore Leave: O'Neil-el együtt kell követnünk a konténert egészen a kikötőig, ahol utána be kell szállnunk a tengeralattjáróba.
- Adapt or Perish: A hirtelen jött fagyban kell követnünk Li ezredest, közben pedig a Sólyom csapathoz csatlakozva kell tovább haladnunk.
- Frozen Paradise: Egy anyahajón átkelve kell újra találkoznunk a Sólyom csapattal egy bányánál, majd harcolnunk kell az idegenek ellen.
- Below the Thunder: A bánya belsejében kell harcolnunk a koreaiakkal, majd el kell jutnunk a vasúti sínekig, hogy elérjük a konténert.
- From Hell's Heart: A vonaton kell maradnunk a konténerrel egészen egy hídig, közben pedig harcolnunk kell a koreaiak és az idegenek ellen.
- All the Fury: A konténer ismételt elvesztése után be kell jutnunk a repülőtérre, harcolni a koreaiak és az idegenek ellen, majd végleg meg kell szereznünk a konténert miközben az idegenekből végtelen mennyiségű támad ránk és ott kell harcolni a boss-szal.

## Csapattársak

### Raptor csapat
Ez az a csapat, amellyel együtt vetnek be a szigetre, még nem tudva, hogy mi is történik ott. Az Amerikai Különleges Erők csapata. Fel vannak szerelve nanoruhával.
- Pschyo (Pszichó) – játékos, rang: őrmester
- Prophet (Próféta) – akcióvezető, rang: őrnagy (csak rádión hallhatjuk egyszer)
- Nomád – hadnagy (Csak a Crysis-ben van)
- Jester (Dzseszter) – sima katona (Csak a Crysis-ben van)
- Azték – sima katona (Csak a Crysis-ben van)

### Sólyom csapat
Ez a csapat segít Pscyho-nak a játék második felében legyőzni az idegeneket, és továbbhaladni a bánya felé. Az Amerikai Különleges Erők csapata. Fel vannak szerelve nanoruhával.
- Dándog – parancsnok
- Bandita
- Lompos – őrmester
- Kókuszgolyó
- Hernandez
- Johnson
- Panda

### Kondor csapat
Ez a csapat segít a Sólyom osztagnak, viszont harc közben elveszítik egymással a kapcsolatot. Később, amikor Sólyomék megtalálják őket, kiderül, hogy mind meghaltak. Az Amerikai Különleges Erők csapata. Fel vannak szerelve nanoruhával.

### Sierra csapat
Ez az osztag segít Psycho-nak a légicsapásoknál.
- Sean O'Neil (Sierra 2) – pilóta (korábban a Raptor csapat tagja)
- Sierra 3
- Nagyanyó

### JSOC parancsnokság
Ez a parancsnokság segíti taktikailag a nanoruhával felszerelt csapatokat, és küldetéseket osztanak ki. Rádión kommunikálnak a katonákkal.
- Emerson – rádiós tiszt

|  | Itt a vége a cselekmény részletezésének! |